# Владимирский, Виктор Александрович
Виктор Александрович Владимирский (1812—1877) — русский писатель, драматург.

## Биография
Родился 4 (16) ноября 1812 года; был незаконнорождённым сыном Елизаветы Игнатьевны Бровцыной и Александра Павловича Владимирского. Воспитывался в сиротском военном доме, затем учился в Императорском Санкт-Петербургском университете.
Был членом Новгородского губернского комитета об улучшении быта помещичьих крестьян, позже — почётным мировым судьёй Белозерского уезда, земским гласным от крестьян, почётным смотрителем белозерских училищ.
Литературную деятельность начал в 1830-х годах: писал корреспонденции, заметки и статьи по общественным вопросам. Ему принадлежит также ряд пьес: «Больные здоровяки», комедия (СПб.: М. М. Крашенинникова, 1866. — 35 с.); «Будущая любовь», драма (СПб.: тип. К. Вульфа, 1867. — 37 с.); «Чудачка», комедия (СПб., 1869); «Слуга», комедия (СПб.: А. И. Давыдов, 1865. — [2], 53 с.); «Современные труженики», комедия (СПб.: тип. А. Моригеровского, 1872. — 80 с.); «Кого любят, того и губят» (СПб.: Досуг и дело, 1874. — 96 с.); «Телеграфистка» и др. Затем, по сельскому хозяйству он написал: «Об уходе за огородами и овощами у крестьян северных губерний» (СПб., 1854; 2-е изд. — Санкт-Петербург : М. М. Крашенинников, 1865. — 32 с.); «Обозрение современного хозяйства России…» (СПб.: тип. П. П. Меркульева, 1874. - 71 с.).
В 1872—1877 годах он был одним из издателей «Петербургского листка». Умер 18 (30) мая 1877 года, распорядившись перед смертью простить долги крестьянам своего имения. Был похоронен на Чужбойском погосте в Новой Старине.
Жена — Ольга Васильевна (1823—10.04.1880). Их сын, архитектор Александр Викторович (04.11.1838 — 24.12.1905), после смерти отца состоял издателем «Петербургского листка»; при нём в 1889 году газета праздновала 25-летний юбилей.